# Vollformgießen

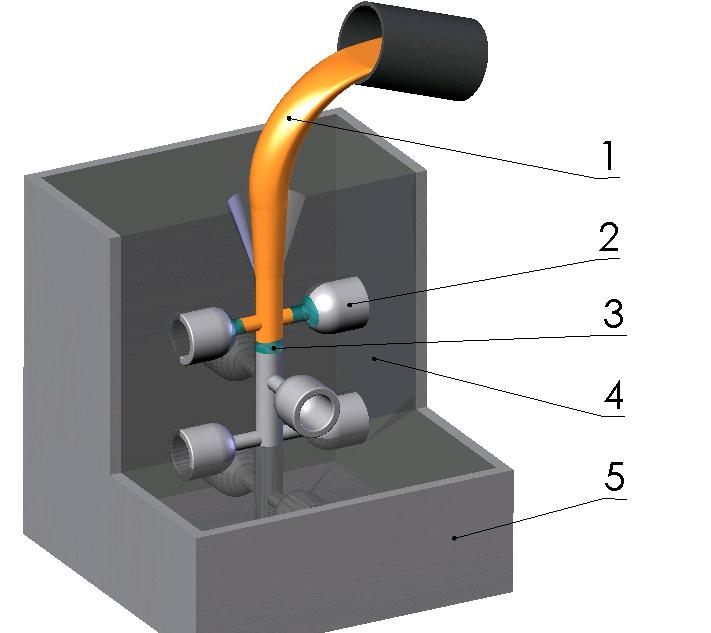
Vollformgießen

Das Vollformgießen ist ein Gießverfahren zur Herstellung von komplexen Werkstücken aus metallischen Werkstoffen, z. B. Aluminium. Es gehört zu den Gussverfahren mit verlorener Form. Der Name Vollformgießen leitet sich aus dem Verfahrensmerkmal her. Die Form ist beim Abgießen „voll“, sie hat also keinen Hohlraum, der dem herzustellenden Werkstück entspricht.
Ein ähnliches Verfahren ist das Gießen mit verlorenem Schaum. Beide Verfahren gehören zum Gießen mit verdampfenden Modellen.

## Das Verfahren

### Hauptprozess
Die Besonderheit des Vollformgießens liegt darin, dass die Schmelze (1) in eine Sandform gegossen wird, in der ein Modell aus PS-E (2) enthalten ist, welches dem gewünschten Werkstück entspricht. In der jeweiligen Nähe der Schmelze vergast das PS-E vollständig; das freiwerdende Gas (3) wird durch den Formsand (4) aus der Form (5) abgesaugt. Nach Erstarren der Schmelze kann das Werkstück aus der Form entnommen werden, ähnlich wie beim üblichen Sandguss.

### Vorbereitung
Als Vorbereitung des eigentlichen Gießens wird ein 1:1 Modell des Werkstücks aus expandiertem Polystyrol (PS-E), besser bekannt unter dem Handelsnamen Styropor, erstellt. Dabei kann das PSE-Modell aus mehreren Teilen zusammengesetzt werden. Damit lassen sich komplexe Werkstücke (z. B. Ansaugkrümmer) aus formtechnisch einfachen, hinterschnittfreien Elementen aufbauen.
Das PS-E Modell wird mit einer Schutzschicht, der sog. Schlichte überzogen, so dass beim Abgießen ein direkter Kontakt der Schmelze zum Sand vermieden wird.
Das so vorbereitete PS-E Modell wird in einen Behälter mit Formsand eingebracht, womit die Vorarbeiten abgeschlossen sind.

## Besondere Merkmale
- Durch das PS-E Modell kann auf Bindemittel im Formsand verzichtet werden, so dass der Sand uneingeschränkt wieder verwendet werden kann. Die Umweltbelastung durch das gasförmige PS-E ist weitaus kleiner als die durch Bindemittel entstehende, die in alternativen Verfahren benötigt werden.
- Da sich komplexe Formen in einfachere, hinterschnittfreie Elemente zerlegen lassen, eignet sich dieses Verfahren besonders für komplizierte Teile. Auch Hohlräume, die sonst aufwändig mit Kernen abgebildet werden, sind einfach umzusetzen.
- Da sich PS-E einfach und günstig, auch in großen Stückzahlen verarbeiten lässt, ist das Verfahren gut automatisierbar und kostengünstig.